# スティーブン・A・スミス
スティーブン・A・スミス（Stephen Anthony Smith、1967年10月14日 - ）はアメリカ合衆国の司会者、スポーツジャーナリスト、コメンテーターである。挑発的な分析と気難しい語り口で知られる。

## 出演
スポーツ専門チャンネルであるESPNのスポーツ論評番組「First Take」のコメンテーターであり、モリー・ケリムと共演している。 
NBAのアナリストとして、ESPNの「スポーツセンター」、「NBAカウントダウン」といった番組に出演するほか、NBAの試合の解説者も務めている。
ESPNラジオでは「スティーブン・A・スミス・ショー」の司会も務める。ESPNY.com、ESPN.com、フィラデルフィア・インクワイアラーのコラムニストとしても活躍している。

## 経歴
1967年10月14日、ニューヨークのブロンクス区で、アメリカ領ヴァージン諸島セント・トーマス島出身の両親のもとに生まれた。1986年にクイーンズのトーマス・エジソン高校を卒業した。
ニューヨーク州立ファッション工科大学に1年間通った後、バスケットボールの奨学金を得て、ノースカロライナ州にある歴史的に黒人の多い大学、ウィンストン・セーラム州立大学に入学した。大学では、殿堂入りを果たしたクラレンス・ゲインズ監督のもとでバスケットボールをプレーした。在籍中に大学新聞にコラムを書き、ゲインズは健康上の問題から引退すべきだと主張した。スミスは1991年にマスコミュニケーションの学士号を取得して卒業した。

### 新聞
スミスは、ウィンストン・セーラム・ジャーナル紙、グリーンズボロ・ニュース・アンド・レコード紙、ニューヨーク・デイリーニューズ紙で印刷メディアのキャリアをスタートした。
1994年からはフィラデルフィア・インクワイアラー紙のライターとして活躍。NBAコラムニストとしてフィラデルフィア・76ersの取材を開始し、やがてスポーツコラム全般を担当するようになった。
2007年8月23日、インクワイアラー紙はスミスをコラム担当から外し、一般職の記者に降格することを発表した。
2008年、インクワイアラー紙はスミスとの関係を解消した。
2010年2月、スミスは、彼のウェブサイトとケーブルニュース番組から彼の政治的見解をすべて削除することに同意するという条件で、インクワイアラー紙に復帰した。

### ラジオ
2005年4月11日、スミスはニューヨークのWEPNで平日の正午から午後2時までのラジオ番組の司会を「右腕のB.T.（ブランドン・ティアニー）」とともに担当することになった。
2009年11月、スミスはFOXスポーツラジオのコントリビューターとなった。11月25日の番組でアレン・アイバーソンの引退をスクープし一躍有名になった。その後も、レブロン・ジェームズ、クリス・ボッシュ、ドウェイン・ウェイドのマイアミ・ヒート入団を予言し話題となった。

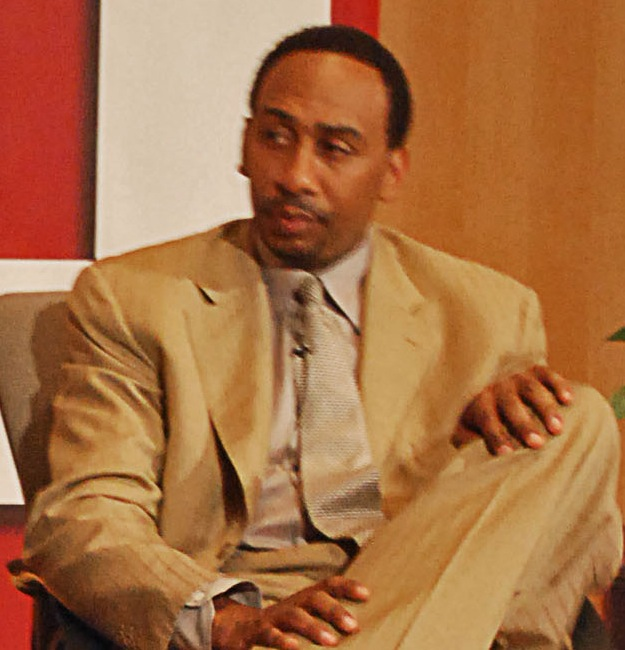
2009年のスミス

2011年からはESPNラジオ、2013年からはシリウスXMラジオ、2017年からは再度ESPNラジオで番組を担当した。

### テレビ
1999年、ケーブルテレビ局CNN/SIでテレビ出演のキャリアをスタートした。
2005年8月、ESPNで「Quite Frankly with Stephen A. Smith」という1時間番組を毎日担当するようになった。しかし番組は人気を得ず2年で終了となり、2009年にはESPNと袂を分かつこととなったが、その後復帰し、2012年4月30日より「First Take」にレギュラー出演するようになった。番組は大人気となり現在に至っている。
2014年末、ESPNと年間300万ドル以上の複数年契約にサインした。
2019年、新たに5年契約を結び、ESPNで最も高給なスポーツキャスターとなり、年俸は800万ドルに近づくと報じられた。

## 物議を醸した発言
2014年7月25日、ボルチモア・レイブンズのランニングバック、レイ・ライスとその妻を巻き込んだドメスティックバイオレンス（DV）事件に関して、女性がDVを誘発するかもしれないという発言をした。ESPNレポーターのミシェル・ビードルからのTwitterでのコメントなど発言への批判を受けて、エミネムの録画番組でその言葉に対して謝罪した。7月29日、スミスはESPNから1週間の停職処分を受け、8月6日まで同社のどの番組にも出演しなかった。
2015年3月9日、フィラデルフィア・イーグルスのヘッドコーチチップ・ケリーが、ランニングバックルショーン・マッコイをバッファロー・ビルズにトレードし、代わりにラインバッカーのキコ・アロンソを得た、という話題について、「チップ・ケリーはここ数年、あえて言うが、数人の兄弟が不快な思いをするような決断をしてきた」と発言した。この発言は、2014年のワイドレシーバーのデショーン・ジャクソンの放出、マッコイのトレード、そしてワイドレシーバーのジェレミー・マクリンを放出した一方でワイドレシーバーのライリー・クーパーをロースターに残すなど、ケリーのロースター移動が人種差別に動機がある可能性をほのめかしていると捉えられた。マッコイ自身も、ケリーのロースター移動のいくつかは人種差別的な動機があると信じていた。ケリーは、彼が行ったロースター移動は人種とは関係なく、自分のチームにうまくフィットする選手を見つけることと関係があると述べた。スミスは、自分はケリーが差別主義者であると暗示する人種差別という言葉を使ったことはないと述べた。
2015年6月11日、スミスは2015年のFIFA女子ワールドカップで、ノルウェーがドイツに対してフリーキックで決めたゴールの場面で、壁を形成していたドイツの選手たちがボールが通過する際に首をかしげたことに対し、「選手たちは髪を乱したくなかったかもしれない」とジョークを飛ばした。スミスのコメントは、性差別的であり、下手なジョークだと批判された。ESPNはこのコメントについてスミスと話したといい、スミスは後に一連のツイートで謝罪した。
2021年7月12日、ESPN「FIRST TAKE」番組内において、ロサンゼルス・エンゼルスの大谷翔平が英語の通訳を介してメディアと話すことを好むことは「ゲームに悪い影響を与える」と発言し、「野球の顔である選手が、通訳を必要とするような人物であることは、（今後のアメリカ野球界において）助けにならないと思う」とも述べた。他のジャーナリストから、彼の発言がゼノフォビック(外国人嫌悪)であり、不適切だと指摘された。同日午後遅く、自身のTwitterアカウントで「本当に申し訳ありませんでした。どんなコミュニティ、特にアジア人のコミュニティや大谷翔平選手自身を、不快にさせるつもりはありませんでした」と、大谷選手だけではなくアジア系の人たちへの謝意も伝えた。翌7月13日の同番組内において約5分半の謝罪スピーチが行われ、問題発言は彼自身の愚かさに起因するもので、ESPN親会社のディズニー、ESPN、番組責任者とは無関係であることも強調した。